# Sveti Hieronim v studiu (Domenico Ghirlandaio)
Sveti Hieronim v studiu je freska italijanskega renesančnega slikarja Domenica Ghirlandaia, narejena leta 1480 in je v cerkvi Ognissanti v Firencah.

## Zgodovina
Delo je naročila družina Vespucci skupaj s Svetim Avguštinom v studiu Sandra Botticellija (1480). Oba sta v svojih študijah upodobila dva cerkvena očeta s številnimi predmeti, ki naj zaznamujejo njuno vlogo predhodnikov humanizma. Okrasili sta prostor ob koru, ki je bil v 18. stoletju porušen. Ob tej priložnosti sta bili freski odstranjeni in postavljeni v ladjo. Del priloženega okvirja in napisi so bili izgubljeni.

## Opis
Medtem ko je Botticelli sprejel bolj ekspresivno kompozicijo v svojem Svetem Avguštinu (ki ga je navdihnilo delo Andree del Castagna), je Ghirlandaio ustvaril bolj umirjeno in konvencionalno figuro, namesto tega pa se je osredotočil na tihožitje predmetov, izpostavljenih na pisalni mizi in policah za Hieronimom. Pri tem so ga morda navdihnili severnoevropski modeli, kot je Jan van Eyckov Sveti Hieronim v studiu, ki je bil v zbirkah Lorenza Medičejskega.
Hieronim je upodobljen z glavo naslonjeno na eno roko, z drugo pa piše. To je bila ista drža, ki jo je izbral Jan van Eyck. Odprte knjige in kartuše z grškimi in hebrejskimi črkami ustrezajo njegovi dejavnosti prevajalca Svetega pisma. Na pisalni mizi je datum (MCCCCLXXX), pa tudi zapečateno pismo, kozarci, dve črnilnici (s kapljicami črnila blizu njih), škarje in svečnik. Pisalna miza je prekrita z orientalsko preprogo, razkošnim predmetom, ki ga pogosto upodablja Ghirlandaio, morda pa so ga navdihnili tudi nizozemski slikarji. Predmeti na policah so kardinalski klobuk, dve farmacevtski vazi, valjasto ohišje, ogrlica, torbica, nekaj sadja, dve prozorni steklenici in peščena ura.
Svetloba prihaja iz zgornjega desnega kota in ustvarja dobro definirano senco svetnika na draperiji za njim; vendar tudi iz ospredja, ki osvetljuje predmete na mizi.